# Röten (Buch)
Röten (kat. Vermells) ist ein auf Katalanisch geschriebener Lyrikband des österreichischen Autors Klaus Ebner, der die Gedichte selbst ins Deutsche übersetzte und das Buch als zweisprachige Ausgabe beim katalanischen Verlag SetzeVents Editorial in Urús veröffentlichte.

## Inhalt
Entsprechend dem Titel enthält das Werk lyrische Gedanken rund um die Farbe Rot; Bezüge und Anspielungen auf Rot, Blut, Morgenröte und Liebe. Dementsprechend betitelte die katalanische Rezensentin Marta Pérez i Sierra ihre Besprechung „Feuer, Blut, Liebe“. Das folgende Beispiel illustriert, wie der Autor den Begriff der roten Farbe verarbeitet:
der Wein von einst

ein rotes Glas

die Riesenschlucke

des Vergessens
Die Gedichte haben weder einen Titel noch Satzzeichen. Marta Pérez i Sierra weist darauf hin, dass dies die Lektüre erschweren kann, fährt allerdings fort: „(…) kurze Gedichte, von denen jedes einzelne als Gefühl lodert; sie scheinen voneinander unabhängig, doch zusammen stellen sie das Feuer dar.“
Die Gedichte sind sehr kurz, worauf der katalanische Schriftsteller Josep Navarro Santaeulàlia im Vorwort des Buches hinweist: „Als Lyriker bevorzugt Klaus Ebner die Kurzform, bei der das Wort, auf wenig Raum verdichtet, gezwungen wird, die ganze Palette seiner Bedeutungen aufzufächern.“ Die Gedichte sind miteinander in einer Art und Weise verkettet, dass jeder erste Vers ein Wort aufgreift, das bereits im letzten Vers des vorherigen Gedichtes verwendet wurde. Ebenso verbindet sich das letzte Gedicht des Buches mit dem ersten und deutet somit einen Kreis an.
Das Buch enthält fünfundachtzig Gedichte. Davon sind fünf Prosagedichte, die ebenfalls keinerlei Satzzeichen enthalten. Beispielsweise:
die greifbarste Frage das Vorrecht blind trotz höchster Sorgfalt eine Eingebung erhebt sich in tausend Mäandern bittersüß nüchtern seine Konsistenz ist ein Puzzle Regenschauer schlecht verstandener Disziplin ein überaus feierliches Wunder es regnet widersprüchliche Antworten auf ein Feld voller Klatschmohn am Morgen und am Abend greift der Dichter zum Blatt
Dem Gedichtzyklus stellte der Autor Zitate der römischen Dichter Ennius, Catull und Ovid voran. Rezensent Wolfgang Ratz erkennt hier eine Anspielung an die Wurzeln der katalanischen Sprache. Außerdem enthält der erste Vers des ersten Gedichtes das Wort „Genesis“, ebenso wie die letzte Zeile des fünfundachtzigsten Gedichtes. Eine Anspielung auf die symbolisch-mystische Bedeutung der Farbe Rot. Ratz meint, dass Feuer und Blut an Zerstörung und Lebendigkeit erinnern, an Tod und Geburt. Zudem enthüllt die Verwendung des Lemmas „Genesis“ die symmetrische Struktur des Buches.

## Kritik und Entstehung
In den Katalanischen Ländern zog die Publikation von Vermells ein gewisses Medieninteresse auf sich. Das Buch erschien zweisprachig. Der Autor selbst übersetzte die Gedichte in seine deutsche Muttersprache. Die österreichischen Rezensenten Martin Dragosits und Wolfgang Ratz vermerken diesen Umstand als Kuriosität. Ebner erklärt seine lyrische Produktion in Katalanisch folgendermaßen: „Beim Schreiben auf Katalanisch nehme ich mir viele Freiheiten; Einschränkungen durch zu viel Räsonieren gibt es nicht.“
Marta Pérez i Sierra spricht von einer Verkettung der poetischen Texte und vergleicht jedes Einzelgedicht mit einem Kettenglied. Die wiederholten Wörter docken aneinander an und zeigen die „zahlreichen Konnotationen auf, die die Farbe Rot für den Poeten hat“. Die Autorin meint, der Rhythmus und die Melodie der Verse zeichnen ein Bild.
Im Rahmen eines Interviews fragte der katalanische Redakteur Ramon Texidó den Autor, woher er seine dichterische Inspiration nimmt. Klaus Ebner antwortete: „Aus mir selbst heraus. Vielleicht klingt das etwas eigenartig, aber wenn ich ein Gedicht schreibe, scheint mir, da wäre eine Art Stimme in mir, die mir das, was ich schreibe, diktiert. Natürlich geben die Gedichte meine eigenen Erfahrungen wieder; aber diese machte ich vielleicht schon vor zehn oder zwanzig Jahren. Sie durchmischen sich und in Verbindung mit einem bestimmten Gefühl werden sie dann zu dem Gedicht, das ich eben schreibe. Vielleicht sollte ich in diesem Zusammenhang erwähnen, dass ich Gedichte immer mit der Hand schreibe, mit einem Bleistift oder Federhalter, obwohl ich Prosa direkt in den Computer eingebe.“
Zur deutschen Übersetzung merkt Wolfgang Ratz an, dass Ebner aufgrund der unterschiedlichen Syntax nicht immer das Prinzip einhalten konnte, das letzte Wort eines Gedichtes am Beginn des nächsten zu wiederholen. Andererseits würde sich die deutsche Übersetzung seiner Meinung nach wie ein Original lesen.

## Bibliografie

### Werkausgaben
- Vermells/Röten, zweisprachig katalanisch und deutsch, broschiert, SetzeVents Editorial, Urús, 2009 ISBN 978-84-92555-10-9
- Vermells/Röten, zweisprachig katalanisch und deutsch, E-Book (PDF), SetzeVents Editorial, Urús, 2009 ISBN 978-84-92555-30-7